# Marwixpijpen

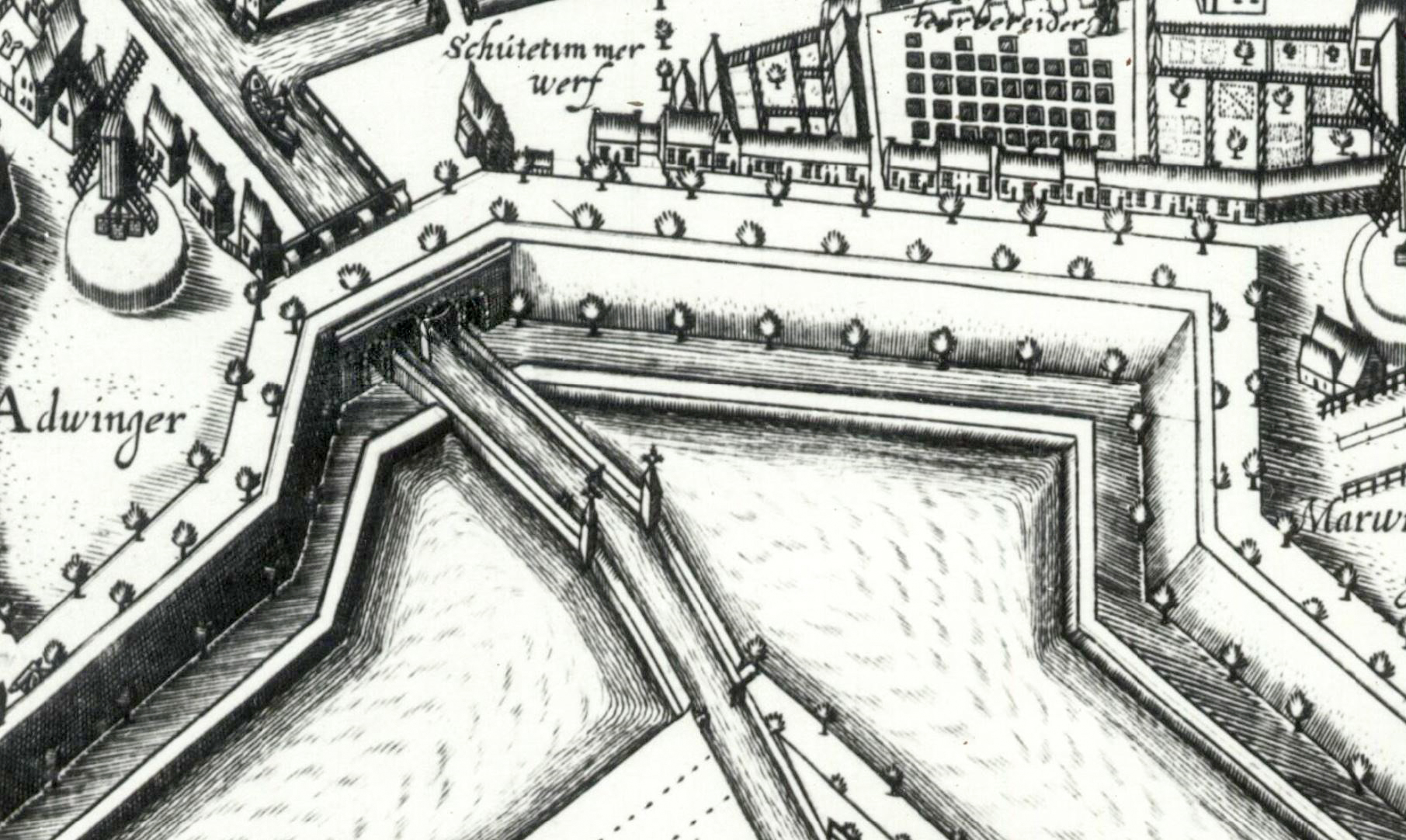
De beide Marwixpijpen met naastgelegen sorties op de Grote Haubois uit ca. 1635

De Marwixpijpen waren een  dubbele waterpoort over de Aa in de Nederlandse stad Groningen, op de plaats waar de rivier de stad binnenkwam. De waterpoort maakte deel uit van de vestingwerken. De pijpen zijn genoemd naar Jasper van Marwijck die tussen 1522 en 1529 in Groningen stadhouder was van de toenmalige landsheer Karel van Gelre. Tijdens zijn bewind kwamen de Marwixpijpen gereed. 
De Marwixpijpen zijn in 1857 een open verbinding geworden.